# Louis de Carbonnat
Louis de Passefons de Carbonnat né le 15 juillet 1879 à Toulouse et mort le 30 novembre 1959 à Paris 16e, est un réalisateur et un producteur de cinéma français.

## Filmographie

### comme réalisateur
- 1919 : Si Titi était le patron
- 1920 : Une filleule d'Amérique
- 1920 : Fils du vent (également scénariste)
- 1923 : Le Tour de France par deux enfants
- 1923 : Le Traquenard
- 1925 : Les Murailles du silence
- 1928 : L'Aigle de la Sierra / Le Vautour de la Sierra (également scénariste)
- 1931 : L'Ensorcellement de Séville

### comme producteur
- 1923 : Le Tour de France par deux enfants
- 1930 : La Bodega de Benito Perojo
- 1931 : L'Ensorcellement de Séville
- 1938 : Le Voleur de femmes d'Abel Gance

### comme directeur artistique
- 1927 : Mon cœur au ralenti de Marco de Gastyne